# Heartbox (chanson de Christophe Willem)
Ne doit pas être confondu avec Heartbox (album de Christophe Willem).
Singles de Christophe Willem
Plus que tout
(2009) Entre nous et le sol
(2010)
Pistes de Caféine
Tu te fous de nous Yaourt et Lavabo
Heartbox est une chanson en anglais de 2009 du chanteur français Christophe Willem et le troisième single extrait de son album Caféine.
Elle figure aussi sur son premier album anglophone du même nom, sorti en 2010.

## Autour de la chanson
Le titre est écrit et produit par les producteurs britanniques Matt Hales, dit Aqualung, et Guy Chambers. Toute la production se fait à Londres, où il est enregistré au Sleeper Studios, mixé au The Chalet et masterisé au The Exchange.
Un single promotionnel a été distribué en 2010, contenant entre autres un remix par Benny Benassi, un remix par Datsu & Tiborg, ainsi qu'une version a cappella.
Il s'agit du troisième single anglophone de Christophe Willem après Sunny, publié quelques semaines après sa victoire à la saison 4 de l'émission Nouvelle Star en 2006, et qui avait atteint la troisième place du Top 50 français et Lost in Berlin, la version anglaise de Berlin.
La chanson existe également partiellement adaptée en français, sous le titre Look Back.
Christophe Willem a interprété la chanson dans plusieurs émissions télévisées, notamment lors de la demi-finale de la première saison de X Factor, le 21 décembre 2009 sur France 2, et dans l'émission spéciale Roumanoff, c'est rigolo, également sur France 2 en décembre 2009 et présentée par Michel Drucker. Il a aussi chanté Heartbox sur le plateau de Chabada (France 3) et lors de l'émission La Chanson de l'année 2009 sur TF1, le 30 décembre 2009.
Le single ne s'est ni classé au Top 50 français, ni au classement Ultratop de la Belgique francophone. Dans le classement iTunes en France, le titre s'est classé pendant cinq jours en janvier 2010, atteignant la 64e place.

## Clip
Le clip commence avec un jeune couple qui se promène avec un grand radio-cassette et qui s'embrasse sur un pont à Paris, où le radio-cassette tombe dans la Seine. En même temps, des scènes avec Christophe Willem en train de chanter la chanson en conduisant une voiture à toit ouvert sont intercalées. Le radio-cassette se retrouve en mer, où un plongeur le trouve, maintenant couvert de coquillages. Il le monte et le laisse sur une plage, où une jeune femme le prend. Avec ses copines, elle joue avec l'appareil et l'amène lors de leurs activités : danser, prendre des photos, visiter Hollywood, décorer l'appareil avec des fleurs. À un moment, elles se retrouvent dans la voiture de Christophe Willem. La dernière scène montre Christophe Willem sur une plage, en train d'observer le coucher du soleil, avec le radio-cassette en main.

## Personnel
- Guy Chambers - claviers
- Martin Ditchum - percussion
- Richard Flack - mixage
- Matt Hales - chœurs, claviers
- Mike Marsh - mastering
- Skye - chœurs
- Paul Stanborough - guitare, programmation, ingénieur son
- Christophe Willem - chœurs